# 分離集落
分離集落（ぶんりしゅうらく）と訳されるフラツィオーネ（イタリア語: frazione）は、イタリアの地方行政上の制度で、基礎自治体であるコムーネの下位にあたる行政区画。コムーネに含まれるが、コムーネの中心集落 (it:Capoluogo) から地理的・歴史的・経済的に離れている村落（集落）である。
フラツィオーネは日本語のカナ表記では「フラジオーネ」とも転記される。また、訳語に「村」があてられることもある。

## 制度と沿革
すべての自然集落 (it:località) がフラツィオーネとみなされるわけではない。ひとつのコムーネに数十個ものフラツィオーネを含むこともあれば、ひとつも含まないこともある。まれに、中心集落よりも人口の多いフラツィオーネも存在する。
フラツィオーネが地方行政区分上の単位として編成されるようになったのは、ファシスト政権下である。その大きな目的は、地方を細かく区画することで、末端の集落とその住民までをも合理的に把握することにあった。コムーネが機能しなくなっていた場合、フラツィオーネがこれに代わることもしばしばであった。
フラツィオーネの編成と範囲は、以前は中央政府によって決定されていた（5つの特別自治州では、州政府が決定した）。2000年に、地方自治に関して規定したイタリア共和国憲法第5条が修正され（Legislative Decree 267/2000）、フラツィオーネの編成はコムーネの権限に属することになった。
かつての制度の下では、コムーネの長（シンダコ）はフラツィオーネの長としてプロシンダコ（prosindaco、直訳すれば副シンダコ）を任命することができた。制度上、フラツィオーネの住民はプロシンダコの任命に関する権利を持っていなかったが、実際のプロシンダコの人選は、しばしばコムーネ議会（consiglio）・コムーネ理事会（giunta）の推薦や、フラツィオーネ住民の請願によって行われた。2000年以降の現行の規定では、シンダコがフラツィオーネの長の職務をコムーネ議員に委任することができると定めている。
フラツィオーネにはコムーネの行政を補助する機能があるが、多くのコムーネではこれに加え、フラツィオーネ独自の職員を置き、行政記録を管理することを認めている。ただし、フラツィオーネ住民の住民登録などはコムーネの管理下にある。